# Kelurahan Pucangsewu (administrativ by i Indonesien, lat -7,29, long 112,75)
Kelurahan Pucangsewu är en administrativ by i Indonesien.   Den ligger i provinsen Jawa Timur, i den västra delen av landet, 700 km öster om huvudstaden Jakarta.